# Гротамаре
Гротамаре (итал. Grottammare) насеље је у Италији у округу Асколи Пичено, региону Марке.
Према процени из 2011. у насељу је живело 14572 становника. Насеље се налази на надморској висини од 7 м.

## Становништво
| 1936. | 1951. | 1961. | 1971. | 1981.  | 1991.  | 2001.  | 2011.  |
| ----- | ----- | ----- | ----- | ------ | ------ | ------ | ------ |
| 5.757 | 6.793 | 7.153 | 9.587 | 11.147 | 12.787 | 14.278 | 15.615 |

## Партнерски градови
- Sal
- Ђирокастра
- Itiúba
- Напуљ Sant'Agata de'Goti